# Гарта
Гарта (груз. ღართა) — село в Грузии. Находится в Хашурском муниципалитете края Шида-Картли. Высота над уровнем моря составляет 980 метров. Население — 15 человек (2014).